# Aeroportul Municipal Hollister
Aeroportul Municipal Hollister (IATA: HLI, ICAO: KCVH, FAA LID: CVH) este un aeroport din California, Statele Unite ale Americii. Aeroportul a fost tranzitat în 2019 de 18 pasageri.
Situat la o altitudine de 70 m, aeroportul dispune de 2 piste.

## Infrastructură

### Piste
Aeroportul dispune de 2 piste. Pista 06/24 are suprafața de asfalt și dimensiunile 3.150 picioare × 100 picioare. Pista 13/31 are suprafața de asfalt și dimensiunile 6.350 picioare × 100 picioare. 